# فج بوزيان (معبر حدودي)
المعبر الحدودي فج بوزيان هو معبر حدودي على الحدود بين تونس والجزائر ويقع بين قرية الرميثة بولاية توزر و قرية بتيتة بولاية تبسة.